# Портфоліо
Портфо́ліо (від італ. portafoglio — «портфель») — збірка (широке портфоліо) виконаних робіт та напрацювань певної особи або компанії. Термін «портфоліо» запозичений через посередництво англ. portfolio з італійської мови (portafoglio — «портфель»), де утворений від porta («носи») та foglio («аркуш»).
Портфоліо може бути як на папері, так і в електронному вигляді. Електронне портфоліо, у свою чергу, може зберігатись локально (бути доступним лише визначеному колу людей) та глобально (бути доступним для всього світу — для користувачів Інтернету). Глобально доступне портфоліо називається ще інакше — вебпортфоліо.
Портфоліо — це спосіб фіксування, накопичення, оцінки і
самооцінки особистих досягнень за певний проміжок часу.
Призначення портфоліо — накопичення досягнень, відслідковування професійного прогресу, представлення діяльності і професійного розвитку за окремий проміжок часу.
Завдання:
- проаналізувати й узагальнити свою роботу;
- відобразити динаміку свого професійного росту;
- представити досвід своєї роботи найбільш повно і ефективно.

Функції портфоліо:
- діагностична — фіксує зміни за певний проміжок часу;
- змістовна — розкриває спектр виконуваних робіт;
- розвивальна — забезпечує безперервний процес освіти і самоосвіти;
- мотиваційна — відзначає результати діяльності;
- рейтингова — дозволяє виявити кількісні та якісні індивідуальні досягнення.

Практичне значення портфоліо:
- атестація в майбутньому;
- систематизація діяльності власника портфоліо;
- фактор, який стимулює професійний розвиток.

Моделі портфоліо:
- Портфоліо досягнень (для себе та інших) Мета створення: оцінити прогрес в дослідницькій, професійній і творчій діяльності;

- Портфоліо-самооцінка (для себе) Мета створення: показати прогрес чи регрес в якихось видах чи окремих аспектах професійної діяльності;

- Портфоліо-звіт (для інших) Мета створення: показати успішність і доказати прогрес дослідницької, професійної і творчої діяльності.

## Типи
Портфоліо документів:
• дипломи;
• грамоти;
• посвідчення;
• свідоцтва;
• довідки;
Портфоліо робіт:
• конкурсні роботи;
• проекти розвитку бібліотеки;
• тексти виступів на семінарах, методичних радах;
• сценарії різних масових заходів;
• відеозаписи, фотоальбоми різних заходів;
• друковані роботи;
• авторські освітні програми.
Портфоліо відгуків — це характеристики ставлення бібліотекаря до різних видів діяльності. У ньому дається письмовий аналіз ставлення бібліотекаря до своєї діяльності і її результатів (рецензії, відгуки, резюме і т. д.) Включає відгуки колег, методистів, адміністрації школи, вчителів-предметників про проведені заходи. Попередньо складається список представлених робіт.

## Види
Особистий можна назвати професійним портретом. Портрет розповідає про особистість працівника. Його пропонують виконувати у формі резюме. Акцент необхідно зробити на досвіді роботи: самоосвіті, використання в своїй практиці сучасних інформаційних технологій, проектній діяльності. Можна включити в особистий портфоліо свої роздуми у формі есе, а також результати професійного тестування.
Тематичне портфоліо є зміст робити, якщо ви постійно і цілеспрямовано займаєтесь певною темою.
Він може включати: план (структуру, схему) занять чи розробку теми;
пояснювальну записку з інформацією про автора, про форму представлення матеріалів і т.д.;
обґрунтування теми, своє бачення даного питання, яких результатів очікуєте;
програму курсу (плани, розробки уроків, бібліотечних занять);
роботи дітей (анкети, тести, відгуки про конкретний урок, малюнки);
самоаналіз проведеної роботи;
підбивання підсумків, визначення перспектив.

## Методика формування
Різні проєкти, дослідження, папки з грамотами, дипломами та багато інших матеріалів. Це і є складова вашого портфоліо — потрібно тільки відібрати головне і систематизувати.
Для чого я хочу створити портфоліо? У залежності від відповіді визначте тип і вид вашого портфеля досягнень;
Що я хочу включити в портфоліо?
Професійний портфоліо бажано робити за останні 3-5 років. Ви самі повинні вирішити, які матеріали варто відібрати.
Як буде організований портфоліо?
Що це буде — файлова папка або електронний варіант? Чи і те і інше?
Як будуть розміщені матеріали?
У прямій чи зворотній хронології, або за видами матеріалів. Обов'язково складається перелік матеріалів і розміщується з самого початку як друкованого, так і електронного варіанту.
Де зберігатиметься портфоліо і хто до нього буде мати доступ?
Варіантів декілька — у бібліотеці, у методичному кабінеті, в адміністрації школи. Якщо в бібліотеці, то можна представити оригінали, якщо в іншому місці, то краще представити копії. Найкращий варіант представлення — захист чи презентація перед колективом.

## Оформлення
Стандартів не існує. Головне — логічна послідовність. Декілька рекомендацій:
• Можна оформити у вигляді файлової папки з заголовками розділів;
• Кожну роботу, документ, підбірку кладіть в окремий файл;
• На кожному елементі портфоліо бажано ставити дату, щоб прослідкувати динаміку;
• У друкованому варіанті обов'язково робіть посилання на документи чи їх копії, вказавши номер додатку;
• В електронному варіанті треба оформити гіперпосилання на документи та інші матеріали з презентації портфоліо.

## Резюме
Резюме — це коротке узагальнення найважливіших відомостей про особу.
Зокрема в ньому подаються дані про освіту, професійний досвід, а також основні біографічні дані. На відміну від автобіографії, резюме характеризується граничним лаконізмом і дає людині змогу, влаштовуючись на роботу, повідомити про себе те, що вона вважає за найнеобхідніше, аби справити на роботодавця приємне враження про себе як потенційного працівника. Грамотно складене резюме — запорука успіху. Обсяг резюме не повинен перевищувати однієї сторінки. Інформацію слід розміщувати так, щоб легко сприймалася візуально та передусім акцентувала увагу на особистісних позитивах.
Вимоги до складання резюме:
• вичерпність інформації з акцентом на основних елементах;
• грамотність, бездоганний друк;
• чітке оформлення;
• персоніфікація резюме (за бажанням можна перерахувати назви фірм, де людина працювала раніше та зазначити імена їхніх керівників).

### Види резюме
Є три форми резюме:
• звичайне, або стандартне (довільне);
• хронологічне (висвітлює досвід за роками);
• функціональне (демонструє освіту й потенціал автора, увиразнює професійні здібності, підтверджені попередніми роками діяльності).

### Хронологічне резюме
Містить таку інформацію:
• прізвище, ім'я, по батькові, адреса та номер телефону;
• мета пошуку роботи;
• освіта та наукові ступені (зазначаються, починаючи з найвищого), назви закінчених навчальних закладів, кваліфікація; (нагороди та премії);
• список публікацій;
• плани на майбутнє щодо освіти, кар'єри;
• інформація про досвід роботи;
• сімейний статус, стан здоров'я, хобі, членство в товариствах тощо;
• наявність рекомендаційних листів.
У функціональному резюме початкові пункти збігаються з пунктами хронологічного, а в подальших замість переліку попередніх посад висвітлюються уміння та навички, професіоналізм.